# Palazzo Quitandinha
Il Palazzo Quitandinha (in portoghese Palácio Quitandinha) è uno storico albergo di lusso di Petrópolis nello stato di Rio de Janeiro in Brasile progettato dall'architetto italiano Luigi Fossatti. Le stanze dell'ex-albergo sono al momento appartamenti privati, mentre le sontuose aree pubbliche dell'hotel, annoverate tra i capolavori della celebre designer americana Dorothy Draper, sono state recentemente restaurate.

## Storia
Progettato dall'architetto italiano Luis Fossatti e costruito tra il 1941 e il 1946 dall'imprenditore brasiliano Joaquim Rolla con l'obiettivo di farne il più grande casinò di tutta l'America Latina, Palazzo Quitandinha costituisce una delle più importanti architetture di Petrópolis. L'esterno dell'edificio è in stile franco-normanno, mentre l'interno è una commistione di barocco brasiliano e stile Art déco. L'immobile ha sei piani d'altezza e un piano terra alto 10 m, una superficie interna di 50 000 m², 440 stanze e 13 suites curate dalla designer Dorothy Draper.

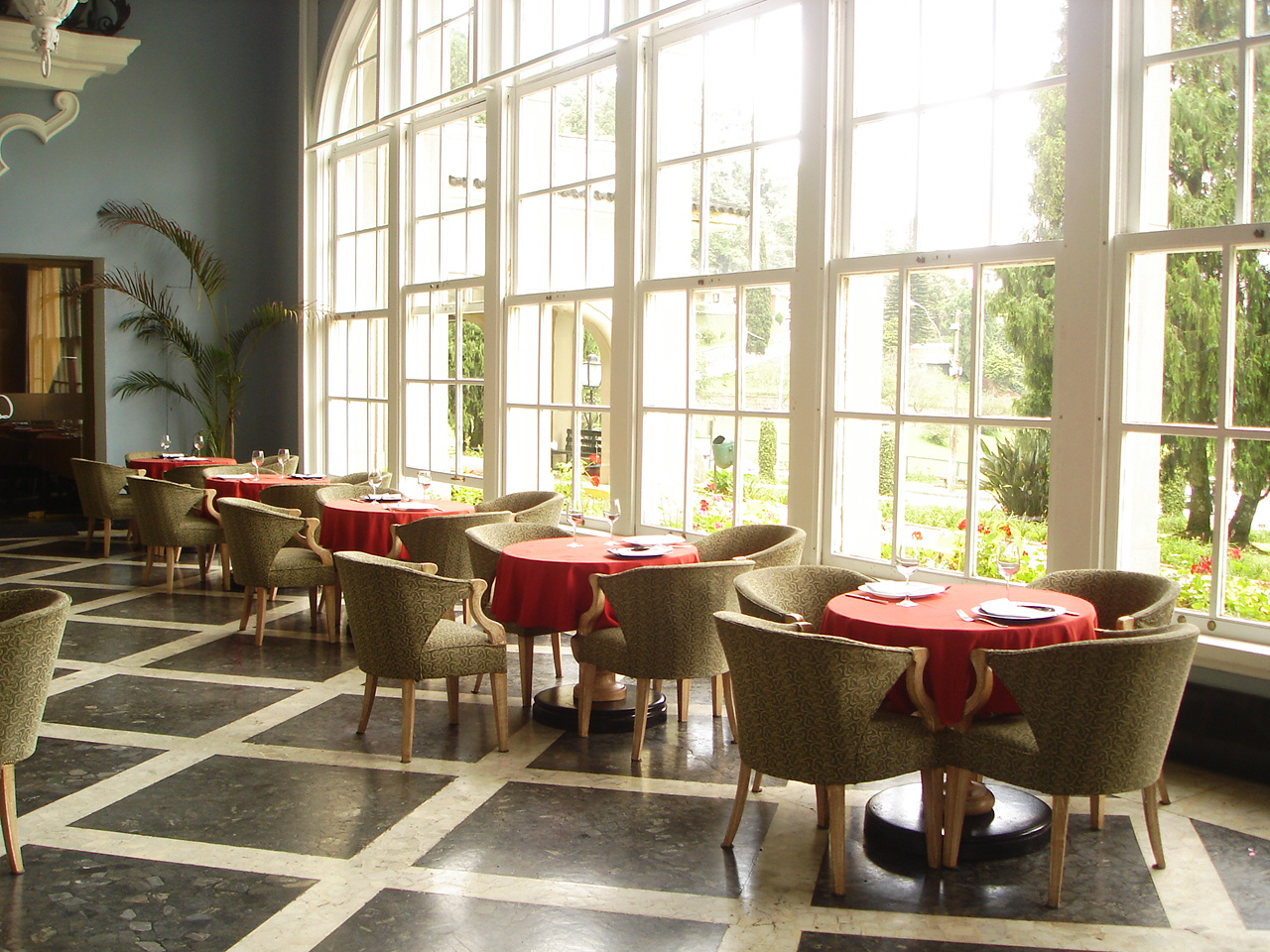
Interno del ristorante